# Юварра, Филиппо
Филиппо Юварра (итал. Filippo Juvarra, 7 марта 1678, Мессина, Сицилия — 31 января 1736, Мадрид, Испания) — итальянский архитектор, аббат, художник-декоратор, рисовальщик и гравёр. Яркий представитель позднего барокко.

## Биография
Филиппо родился 7 марта (по другим данным 27 марта) 1678, в Мессине, Королевство Сицилия, в семье ювелира Пьетро Юварры и Элеоноры Тафурри, его второй жены. Начальное художественное образование Филиппо Юварры проходило в отцовской мастерской столового серебра, одной из основных в Мессине, в которой также работали четыре его старших брата, в том числе Франческо Натале, автор биографии, которая является наиболее надёжным биографическим источником. По словам брата, выполняя серебряные барельефы, Филиппо проявил свои художественные способности. Одновременно в возрасте двенадцати лет Филиппо Юварра был приобщён к служению в Церкви.
Под защитой влиятельных членов Церкви, принадлежащих к семье Руффо, которые делали заказы в мастерской его отца, Филиппо совершил поездку в Рим, где был гостем семьи Пассалаква на виа деи Леутари, районе, населённом в основном выходцами из Мессины. С помощью монсеньора Томмазо Руффо он вскоре познакомился с архитектором из кантона Тичино итальянской Швейцарии Карло Фонтана, самым значительным архитектором и авторитетным учителем архитектуры в Риме того времени. Архитектуру Филиппо изучал по книгам: трактатам Витрувия, Виньолы и Андреа Поццо, вначале без строительной практики. Филиппо экспериментировал в рисунках и гравюрах, в том числе на музыкальные темы. О том, насколько он овладел инструментами и графическими техниками изображения, унаследованными от ювелирной мастерской своего отца, красноречиво свидетельствуют его первые известные рисунки, выполненные в Риме в августе 1704 года. Это «архитектурные фантазии антикварного характера, очень близкие тем, с которыми он мог бы продолжить свою карьеру, конечно до появления Дж. Б. Пиранези».
В 1705 году Филиппо Юварра участвовал в Конкурсе Клементино, проводимом Академией Святого Луки с проектом «виллы для трёх персонажей». Победив в конкурсе, он был вынужден вернуться в Мессину, где 1 марта 1705 года скончался его отец. Работал в Мессине, на обратном пути в Рим был в Неаполе, усваивая по дороге особенности различных традиций и архитектурных школ. По возвращении в Рим 5 апреля 1706 года Юварра столкнулся с конкуренцией со стороны Франческо Фонтаны, сына и наследника Карло, с которым Юварра, тем не менее, вступил в отношения сотрудничества, но главным авторитетом для него оставался великий Микеланджело.
В следующем году Юварра работал в Лукке. 31 декабря 1706 года, когда он ещё был в Лукке, по предложению Франческо Фонтана, вице-президента академии, Юварра был избран членом Академии Святого Луки. С 1707 года Филиппо Юварра преподавал архитектуру в академии. После смерти Франческо Фонтана в 1708 году для Юварры открылось множество выгодных заказов, в том числе от французского королевского Двора.
Работа для кардинала Пьетро Оттобони ввела архитектора в круг художников, актёров, музыкантов и литераторов, которым покровительствовал кардинал, в том числе живописца Ф. Тревизани, скульптора А. Де Росси, скрипача и композитора А. Корелли, вокалиста А. Адами и многих других. Художественные интересы кардинала распространялись от музыки до литературы в тесном контакте с выдающимися деятелями культуры. Именно в этой поэтической атмосфере Юварра в 1712 году стал членом Академии Аркадии, покровителем которой был Оттобони.
В родном городе Мессине, благодаря покровительству своего соотечественника Франческо Агирре, архитектора призвал Витторио-Амедео II Савойский, ставший королем Сицилии после Утрехтского договора 1713 года, который искал преемника своему первому архитектору М. Гарове, умершему в 1713 году. Встреча Юварры с Витторио-Амедео II произошла в середине июля 1714 года. Архитектор получил заказ на проект расширения королевского дворца в Мессине. Вслед за Витторио-Амедео, королём Сардинии и Сицилии, который был также 15-м герцогом Савойи, архитектор отправился в Турин, где в должности «первого гражданского архитектора герцогства Савойя» (primo architetto civile del Regno sabaudo) соорудил западное крыло Палаццо Мадама, дворец герцога Аостского, Палаццо Бираго и многое другое.
Филиппо Юварра также сделал эскиз нового алтаря «Капеллы Святейшей плащаницы» (altare della S. Sindone) в Туринском соборе (1714). Витторио-Амедео II доверил архитектору увеличение высоты колокольни собора с 48 до 60 метров. Церковь на холме Суперга близ Турина (1717—1731) должна была служить мавзолеем герцогов савойских. Её необычная архитектура, созданная Филиппо Юварра, вобрала в себя многие достижения римского барокко: центрическая в плане, с «римским куполом», подобным куполу Собора Св. Петра Микеланджело, она усложнена «почти античным» колонным портиком, что придаёт ей экзотичность. Туринская церковь Св. Филиппо Нери, загородная резиденция монархов Савойского дома (Palazzina di Caccia di Stupinigi), или «Охотничий павильон» Ступиниджи, также необычный в плане (проект 1729 г.), спроектированы и построены Юваррой. В фасаде Палаццо Мадама, напоминающем театральный занавес, эклектично соединены принципы палладианства, барочность и традиции архитектуры французского классицизма.
Витторио-Амедео в 1728 году присвоил Юварре титул аббата Сельве (abate di Selve). С тех пор он много путешествовал, выступая советником и консультантом разных строительных проектов. Филиппо Юварру прозвали «архитектором столиц» (architetto delle capitali). Благодаря Юварре Турин, столица Савойи, стал одним из центров передовой архитектуры тех лет.
В 1724 году Юварра был приглашен в Португалию. Здесь он составил проекты патриаршей церкви и дворца Ажуда в Лиссабоне, после чего вернулся в Италию, где по проекту Леона Баттисты Альберти соорудил купол церкви Сант-Андреа в Мантуе (1732), завершил перестройку собора Санта-Мария-Ассунта в Комо (Ломбардия), а также создал новый фасад базилики Сант-Амброджио в Милане.
В 1735 году Юварру призвал в Мадрид король Филипп V для проектирования и строительства нового королевского дворца в Мадриде, который стал последней крупной работой архитектора. Огромный дворец с четырьмя дворами предвещал создание самой большой постройки в Европе такого рода. Юварра построил также для испанского короля загородный дворец Ла Гранха.
После десяти месяцев напряженной работы Филиппо Юварра скончался в Мадриде 31 января 1736 года в возрасте пятидесяти восьми лет, по официальной версии заболев пневмонией, но, по свидетельству Габурри, «не без подозрения на яд». Дворец был построен в уменьшённом виде и с существенными изменениями учеником Юварры, архитектором Джованни Баттиста Саккетти.
- Базилика Суперга, Турин. 1717—1731
- Палаццо Мадама. Турин. Главный фасад. 1721
- Палаццо Мадама в Турине. Парадная лестница. 1718—1721
- Дворец Ступиниджи. Турин. Проект 1729 г.
- Палаццо Реале в Мадриде. Проект 1735 г.
- Палаццо Реале. Мадрид. Главный фасад